# Chonas-l'Amballan
Chonas-l'Amballan là một xã thuộc tỉnh Isère, vùng Rhône-Alpes đông nam nước Pháp. Xã này nằm ở khu vực có độ cao từ 146-323 mét trên mực nước biển.